# Николаевка (Карагандинская область)
Николаевка (каз. Николаевка) — село в Осакаровском районе Карагандинской области Казахстана. Административный центр Николаевского сельского округа. Находится примерно в 35 км к юго-западу от посёлка Осакаровки, административного центра района. Код КАТО — 355659100.

## История
Основано в 1908 г.

## Население
В 1999 году численность населения села составляла 904 человек (476 мужчин и 428 женщин). По данным переписи 2009 года, в селе проживало 584 человека (292 мужчины и 292 женщины).

## Известные жители и уроженцы
- Ортман, Екатерина Антоновна (1911 — ?) — Герой Социалистического Труда.